# باوان (مقاطعة فامنين)
باوان (بالفارسية: پاوان) هي قرية تقع في قسم بيشخور الريفي (مقاطعة فامنين) في إيران. يقدر عدد سكانها بـ 369 نسمة بحسب إحصاء 2016.